# Can Puig (Sant Cugat del Vallès)
Can Puig és un edifici del municipi de Sant Cugat del Vallès (Vallès Occidental) que forma part de l'Inventari del Patrimoni Arquitectònic de Catalunya. El fundador fou el Senyor Ribas qui va fer les Escoles Ribas de Rubí. Anteriorment en aquest terreny existia la masia de Can Puig.

## Descripció
És una construcció de planta quadrangular i de tres pisos d'alçada. És de caràcter simètric i rígid que es pot observar en la disposició dels balcons i de les finestres. La façana és de pedra com la resta de la construcció i els balcons i les finestres són acabats amb cairons d'arenisca de la mateixa forma que el sòcol. El teulat és a quatre vessants.